# 알렉산더 프리드리히 카를 폰 뷔르템베르크
알렉산더 프리드리히 카를 폰 뷔르템베르크(독일어: Alexander Friedrich Karl von Württemberg)는 뷔르템베르크 공국의 군인이자, 뷔르템베르크 왕국의 왕족이다. 알렉산더는 뷔르템베르크의 마지막 공작 프리드리히 2세 유진 폰 뷔르템베르크와 프리데리케 폰 브란덴부르크슈베르트 사이에서 태어난 11번째 아들이었다. "뷔르템베르크 공작"이라는 칭호를 얻었지만, 이는 실질적인 칭호가 아닌 형식적 칭호이다. 주요 가족 중에는 오스트리아 육군에서 복무한 페르디난드 프리드리히 폰 뷔르템베르크, 러시아 황후인 조피 도로테아 폰 뷔르템베르크 공녀, 그리고 프란츠 2세의 부인인 엘리자베트 폰 뷔르템베르크 공녀가 있다.